# Raion d'Ocnița
Le raion d'Ocnița est un raion (district) dans le nord de la république de Moldavie, dont le chef-lieu est Ocnița. En 2014, sa population était de 47 425 habitants.
Les autres villes importantes sont Otaci et Frunză.

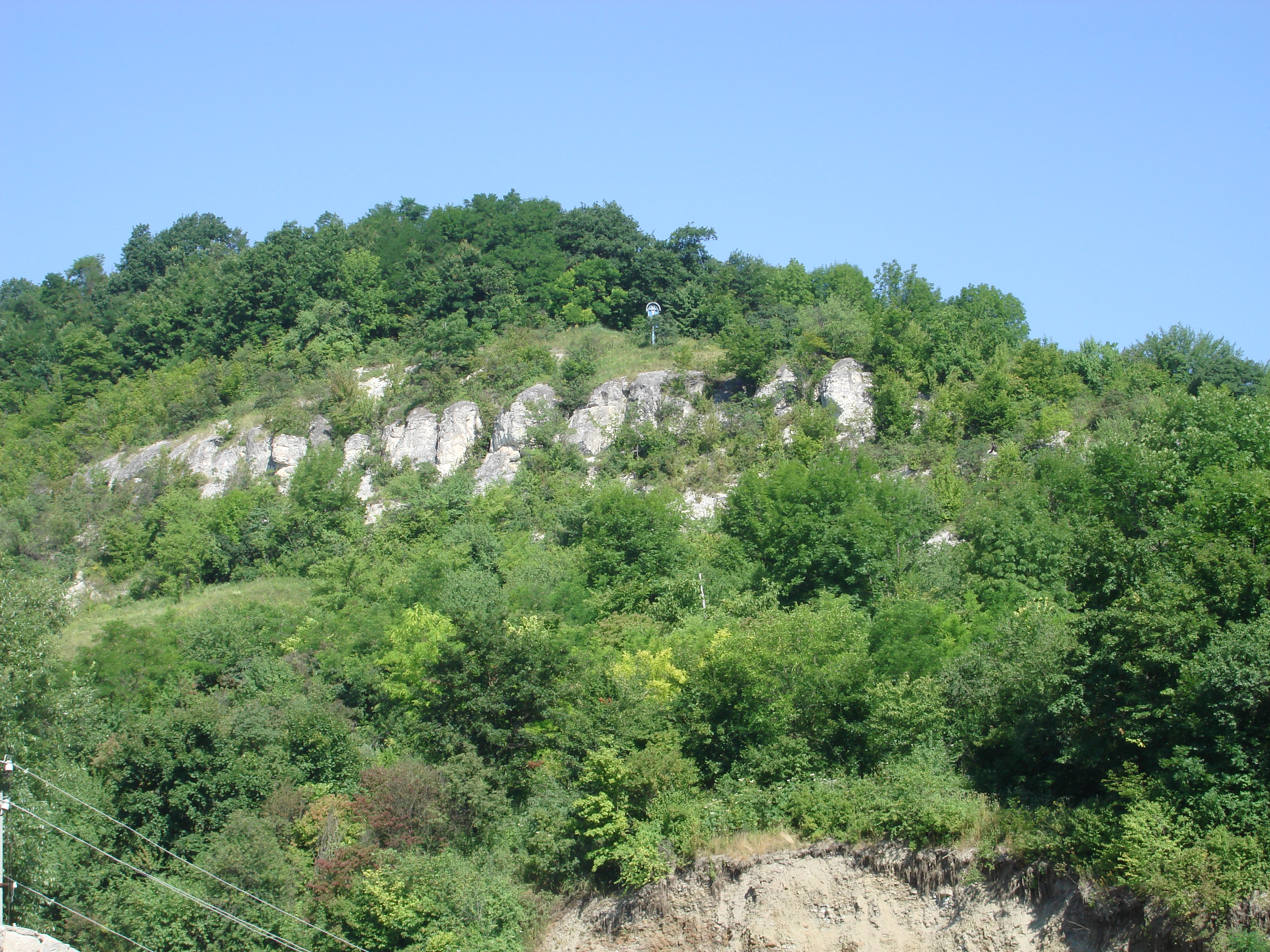
Réserve paysagère de Călărașeuca

## Démographie
| Groupe ethnique      | %    |
| -------------------- | ---- |
| Moldaves et Roumains | 63,0 |
| Ukrainiens           | 25,3 |
| Russes               | 4,3  |
| Roms                 | 6,8  |
| Bulgares             | 0,1  |
| Autres               | 0,1  |
| Gagaouzes            | 0,1  |

## Religions
- 97,2 % de la population du raïon est chrétienne, dont une grande partie sont orthodoxes.
- 2,8 % de la population est athée ou sans religion.